# Харин, Владимир Емельянович
Влади́мир Емелья́нович Ха́рин (1957—2013) — советский и российский зоолог, ихтиолог, герпетолог, специалист по морским змеям.

## Биография
Родился 3 ноября 1957 года в г. Владивосток. В 1981 году окончил Дальневосточный государственный университет. С 1980 по 1984 годы работал в ТИНРО. В 1984 году был арестован по политическим мотивам и подвергнут принудительному лечению. С 2003 года до конца жизни — сотрудник Института биологии моря им. А. В. Жирмунского ДВО РАН. В 2006 году защитил кандидатскую диссертацию «Таксономия морских змей (Hydrophiidae sensu lato) мирового океана». Автор и соавтор 77 научных работ, описал 7 новых для науки видов рыб (в том числе Caprodon krasyukovae Kharin, 1983 и Himantolophus borealis Kharin, 1984) и 7 новых для науки видов змей.

## Труды
- Харин В. Е. Аннотированный каталог морских змей (Serpentes: Laticaudidae, Hydrophiidae) Мирового океана // Известия ТИНРО-Центра. 2005. Т. 140. С. 71-89.
- Харин В. Е. Биота российских вод Японского моря. Т. 7. Рептилии. Владивосток: Дальнаука, 2008. 170 с.
- Kharin V.E., Czeblukov V.P. A new revision of sea kraits of family Laticaudidae Cope, 1879 (Serpentes, Colubroidea)//Russian Journal of Herpetology. 2006. Vol. 13. P. 227—241.
- Kharin V.E., Czeblukov V.P. A revision of the sea snakes of subfamily Hydrophiinae. 1. Tribe Disteirini nov. (Serpentes: Hydrophiidae)//Russian Journal of Herpetology. 2009. Vol. 16. P. 183—202.
- Kharin V.E., Orlov N.L., Ananjeva N.B. New records and redescription of rare and little‐known elapid snake Bungarus slowinskii (Serpentes: Elapidae: Bungarinae) // Russian Journal of Herpetology. 2011. Vol. 18. No 4. P. 284‐294.
- Kharin V.E., Orlov N.L., Czeblukov V.P. Sea kraits (Laticaudidae) and sea snakes (Hydrophiidae) of Vietnam. Taxonomy and bibliography. In A.V. Adrianov and K.A. Lutaenko (eds). Biodiversity of the western part of the South China Sea. 2016. Vladivostok: Dalnauka. P. 27-110.
- Markevich A.I., Kharin V.E. A new species of prickleback Ernogrammus zhirmunskii (Acanthopterygii: Perciformes: Stichaeidae) from the Sea of Japan, Russia //Zootaxa. 2011. № 2814. P. 59‐66.

## Таксоны морских змей, описанные В. Е. Хариным
- Подсемейство Aipysurinae Kharin, 1984
- Триба Disteirini Kharin, 2009
- Род Pseudolaticauda Kharin, 1984
- Род Smithsohydrophis Kharin, 1981
- Disteira walli Kharin, 1989
- Hydrophis zweifeli (Kharin, 1985)
- Hydrophis coggeri Kharin, 1984
- Hydrophis czeblukovi Kharin, 1984
- Hydrophis mcdowelli Kharin, 1983
- Hydrophis vorisi Kharin, 1984

## Виды, названные в честь В. Е. Харина
- Azemiops kharini Orlov, Ryabov & Nguyen, 2013
- Melanostigma kharini Balushkin & Moganova 2018

## Примечание
1. ↑  ХАРИН Владимир  Емельянович. Таксономия морских змей (Hydrophiidae sensu lato) мирового океана тема диссертации и автореферата по ВАК 03.00.18, 03.00.08, кандидат биологических наук Харин, Владимир Емельянович. disserCat — электронная библиотека диссертаций. Научная электронная библиотека (2006). Дата обращения: 12 января 2019. Архивировано из оригинала 13 января 2019 года.
2. ↑  А. А. Баланов, В.В. Земнухов, И.В. Епур,  В.А. Паренский, Д.Л. Питрук, В.Н. Долганов, П.А.Савельев, И.В. Маслова, Э.В. Аднагулов. ПОТЕРИ НАУКИ. Памяти Владимира Емельяновича Харина (1957-2013). Zin.ru. СОВРЕМЕННАЯ ГЕРПЕНТОЛОГИЯ. 2013. Том 13, вып. 3/4. Дата обращения: 12 января 2019. Архивировано из оригинала 13 января 2019 года.